# Оксфордский словарь английского языка

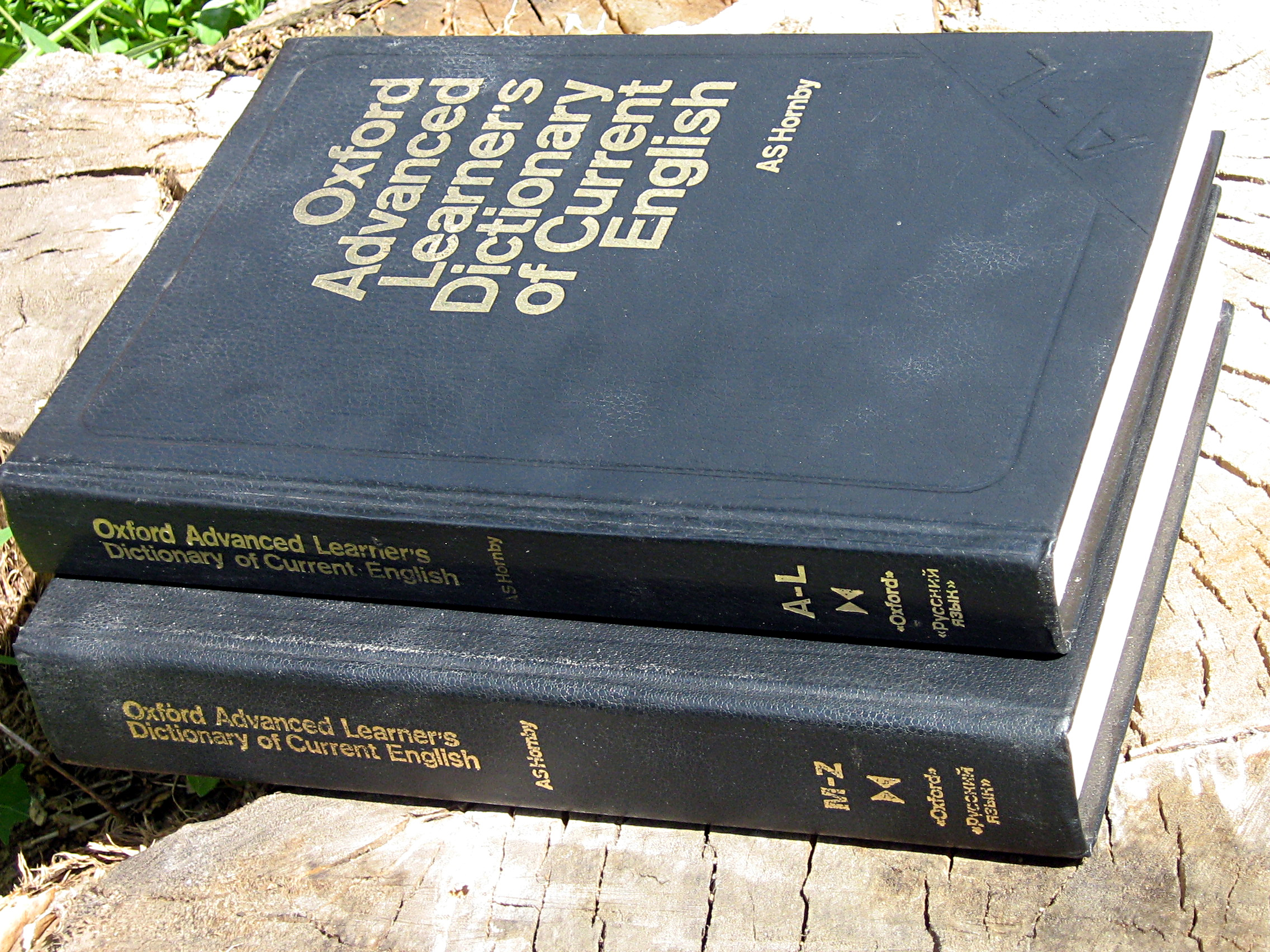
Толковый словарь современного английского языка для продвинутого этапа. Специальное издание для СССР в двух томах. Москва. «Русский язык», 1982.

О́ксфордский слова́рь англи́йского языка́ (англ. Oxford English Dictionary, OED), Оксфордский словарь, Большой Оксфордский словарь — главный исторический словарь английского языка, выпускаемый издательством Оксфордского университета.
Словарь прослеживает историческое развитие английского языка, предоставляя всесторонний ресурс учёным и академическим исследователям, а также описывает использование языка во многих его вариациях по всему миру. Это один из наиболее известных и крупных академических словарей английского языка. Издание 2005 года содержит около 301 100 статей (350 млн печатных знаков). Он известен и под разговорным неофициальным названием «Словарь Мюррея» (Murray’s), по фамилии первого главного редактора Джеймса Мюррея. Первая электронная версия словаря вышла в 1988 году. Онлайн-версия доступна с 2000 года, и по состоянию на апрель 2014 года её посещало более двух миллионов человек в месяц. Третье издание словаря, скорее всего, появится только в электронном виде: руководитель пресс-службы Оксфордского университета заявил, что вряд ли он когда-либо будет напечатан.

## История развития
Словарь был задуман Лондонским филологическим обществом ещё в 1857 году. Проект был сформулирован в 1859 году, когда было опубликовано детальное «Предложение относительно публикации нового английского словаря». Редактором был назначен Джеймс Мюррей, из-за чего словарь иногда называют «словарём Мюррея». Также над ним работали Генри Брэдли и Уильям Крэйги.
| Даты публикации | Даты публикации | Даты публикации | Даты публикации |
| --------------- | --------------- | --------------- | --------------- |
| 1888            | A               | A New ED        | Vol. 1          |
| 1893            | C               | NED             | Vol. 2          |
| 1897            | D               | NED             | Vol. 3          |
| 1900            | F               | NED             | Vol. 4          |
| 1901            | H               | NED             | Vol. 5          |
| 1908            | L               | NED             | Vol. 6          |
| 1909            | O               | NED             | Vol. 7          |
| 1914            | Q               | NED             | Vol. 8          |
| 1919            | Si              | NED             | Vol. 9/1        |
| 1919            | Su              | NED             | Vol. 9/2        |
| 1926            | Ti              | NED             | Vol. 10/1       |
| 1928            | V               | NED             | Vol. 10/2       |
| 1928            | all             | NED             | 12 vols.        |
| 1933            | & sup.          | Oxford ED       | 13 vols.        |
| 1972            | A               | OED Sup.        | Vol. 1          |
| 1976            | H               | OED Sup.        | Vol. 2          |
| 1982            | O               | OED Sup.        | Vol. 3          |
| 1986            | Sea             | OED Sup.        | Vol. 4          |
| 1989            | all             | OED 2nd Ed.     | 20 vols.        |
| 1993            | all             | OED Add. Ser.   | Vols. 1—2       |
| 1997            | all             | OED Add. Ser.   | Vol. 3          |

1 февраля 1884 года начался выпуск первого издания, которое называлось «Новый английский словарь, основанный на исторических принципах» (англ. «New English Dictionary on Historical Principles», NED). С 1895 года на обложках появилось параллельное заглавие — «Оксфордский английский словарь» (англ. «Oxford English Dictionary»). Издание содержало 10 томов и выходило вплоть до 1928 года. В 1919 году к проекту присоединился демобилизованный из армии Джон Рональд Руэл Толкин, принятый на должность помощника лексикографа.
В 1933 году словарь был переиздан в 12 томах с однотомным дополнением. Тогда он и обрёл своё нынешнее название — «Оксфордский словарь английского языка».
В 1971 году выпущено двухтомное компактное издание, созданное с помощью микропечати.
В 1972 году был издан первый том дополнения к словарю. В период между 1972 и 1986 годами было добавлено ещё 4 тома.
В 1989 году вышло второе издание словаря в 20 томах.
Систематически переиздаются сокращённые варианты: «Shorter Oxford English dictionary» и «Concise Oxford dictionary of current English».
Полностью переработанное издание было выпущено в 2017 году (только в электронном виде). В настоящее время каждые три месяца выходят обновления словаря, в которых пересматриваются существующие записи и добавляются новые слова.

## Содержание
Лексикон Оксфордского словаря включает слова, бытующие или бытовавшие в английском литературном и разговорном языках начиная с 1150 года. Даётся их подробное этимологическое, семантическое, орфографическое, орфоэпическое и грамматическое описание. На основе примеров и выдержек делается попытка проследить изменения в значении, правописании, произношении и употреблении каждого слова в разные исторические промежутки. Первое издание словаря содержит около 500 тыс. слов и около 2 млн цитат из 20 тыс. произведений более чем 5 тыс. авторов.

## Формат

### Сжатое издание

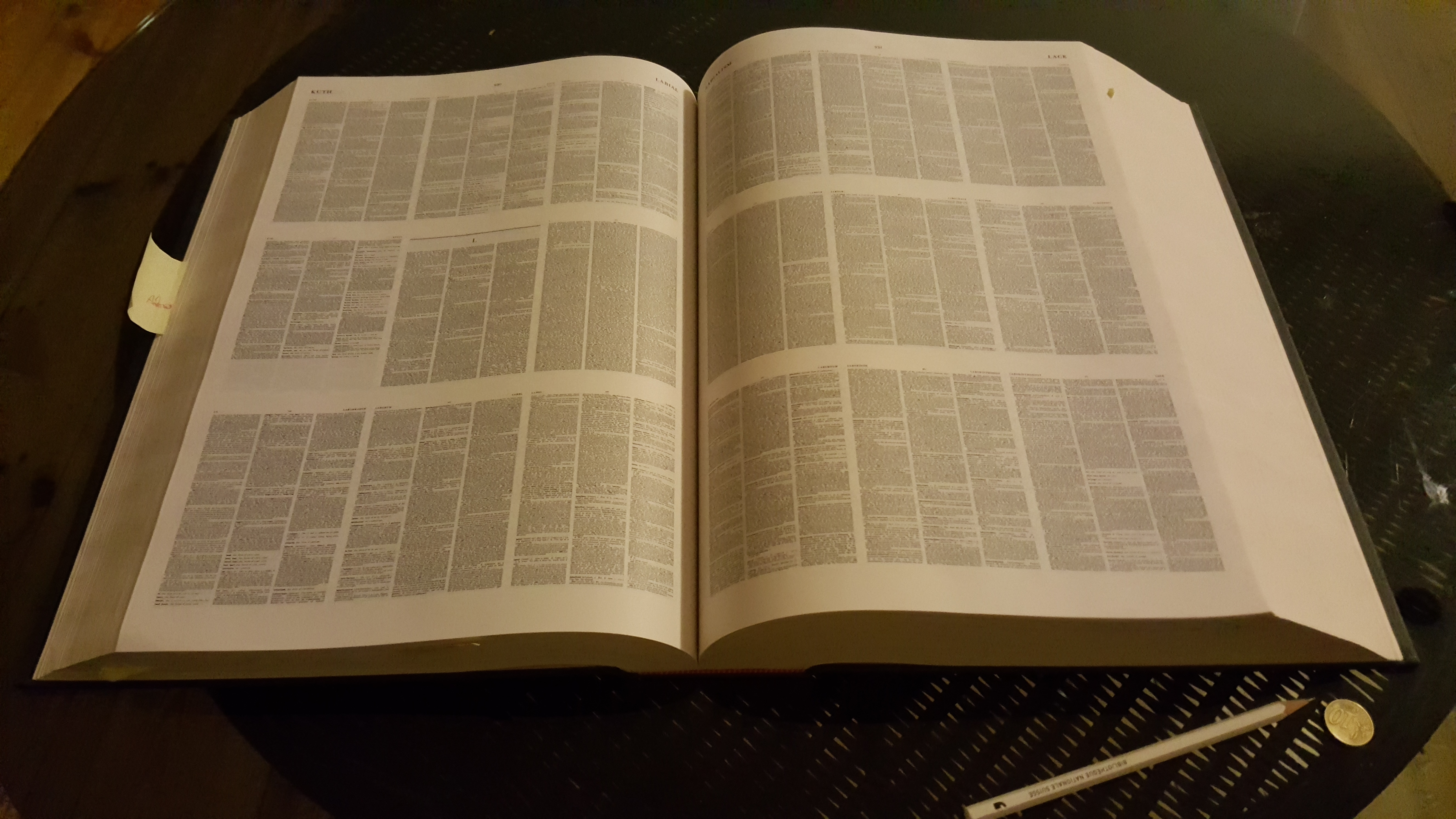
Сжатое издание Оксфордского словаря (второе издание, 1991)

В 1971 году 13-томный словарь 1933 года был перепечатан в виде двухтомного компактного издания путем фотографического уменьшения каждой страницы до половины её линейных размеров; каждая компактная страница содержала четыре страницы в формате («4-up»). Компактное издание включало небольшой выдвижной ящичек с увеличительным стеклом для помощи в чтении уменьшенного шрифта.
В 1991 году для 20-томного словаря 1989 года формат компактного издания был изменён до одной трети от первоначальных линейных размеров. Оно также сопровождалось увеличительным стеклом и руководством пользователя к «Оксфордскому словарю английского языка» Донны Ли Берг. Однако после его публикации книжные магазины все равно продолжали продавать старое двухтомное издание 1971 года.

### Электронные и онлайн-версии
После того, как текст словаря был оцифрован и размещен в сети, его можно было выпускать на компакт-диске. Текст первого издания был опубликован в 1987 году. Впоследствии вышли три версии второго издания: версия 1 (1992) была идентична по содержанию печатному второму изданию, компакт-диск не был защищен от копирования; версия 2 (1999) включала дополнения Оксфордского английского словаря 1993 и 1997 годов.
В 2002 году была выпущена версия 3.0 с дополнительными словами и улучшенным программным обеспечением. В версии 3.1.1 (2007) добавлена поддержка установки на жесткий диск, чтобы для пользования словарём пользователю не нужно было вставлять компакт-диск. Сообщалось, что эта версия будет работать на операционных системах, отличных от Microsoft Windows, используя программы эмуляции. Версия 4.0 компакт-диска доступна с июня 2009 года и работает с Windows 7 и Mac OS X (10.4 или более поздней версии). Эта версия использует для установки компакт-диск, работающий только с жесткого диска.
14 марта 2000 года стал доступен Оксфордский словарь английского языка онлайн по платной подписке. Онлайн база данных содержала весь словарь второго издания и обновлялась ежеквартально. На текущий момент онлайн-издание является самой современной версией словаря.

## Издания
- Oxford English Dictionary, second edition, edited by John Simpson and Edmund Weiner, Clarendon Press, 1989, twenty volumes, hardcover, ISBN 0-19-861186-2
- The Compact Oxford English Dictionary (second edition, 1991, ISBN 978-0-19-861258-2: Includes definitions of 500,000 words, 290,000 main entries, 137,000 pronunciations, 249,300 etymologies, 577,000 cross-references, and over 2,412,000 illustrative quotations, a magnifying glass.
- Oxford English Dictionary Second edition on CD-ROM Version 3.1: Upgrade version for 3.0 ISBN 978-0-19-522216-6
- Oxford English Dictionary Second edition on CD-ROM Version 4.0: Includes 500,000 words with 2.5 million source quotations, 7,000 new words and meanings. Includes Vocabulary from OED 2nd Edition and all 3 Additions volumes. Supports Windows 2000-7 and Mac OS X 10.4-10.5). Flash-based dictionary. Full version ISBN 0-19-956383-7 /ISBN 978-0-19-956383-8